# Judo na Letních olympijských hrách 2012 – muži – pololehká váha
Zápasy v judu v kategorii pololehkých vah mužů proběhly v Londýně ve dne 29. července 2013.

## Finále
| Finále             |                    |
| ------------------ | ------------------ |
| Miklós Ungvári     | Laša Šavdatuašvili |
| Laša Šavdatuašvili | Laša Šavdatuašvili |

## Opravy / O bronz
Poražení čtvrtfinalisté se utkávají mezi sebou v opravách. Vítězové oprav se následně utkávají o bronzovou medaili s poraženými semifinalisty.
| opravy          | o bronz         |                |
| --------------- | --------------- | -------------- |
| Tərlan Kərimov  | Paweł Zagrodnik | Masaši Ebinuma |
| Paweł Zagrodnik | Paweł Zagrodnik | Masaši Ebinuma |
|                 | Masaši Ebinuma  | Masaši Ebinuma |
| Colin Oates     | Čo Čun-ho       | Čo Čun-ho      |
| Čo Čun-ho       | Čo Čun-ho       | Čo Čun-ho      |
|                 | Sugoi Uriarte   | Čo Čun-ho      |

## Pavouk
| Sk. | 1/64              | 1/32                 | 1/16                 | čtvrtfinále        | semifinále         | finále             |
| --- | ----------------- | -------------------- | -------------------- | ------------------ | ------------------ | ------------------ |
| A   | volný los         | Musa Moguškov        | Tərlan Kərimov       | Tərlan Kərimov     | Sugoi Uriarte      | Miklós Ungvári     |
| A   | volný los         | Musa Moguškov        | Tərlan Kərimov       | Tərlan Kərimov     | Sugoi Uriarte      | Miklós Ungvári     |
| A   | volný los         | Tərlan Kərimov       | Tərlan Kərimov       | Tərlan Kərimov     | Sugoi Uriarte      | Miklós Ungvári     |
| A   | volný los         | Tərlan Kərimov       | Tərlan Kərimov       | Tərlan Kərimov     | Sugoi Uriarte      | Miklós Ungvári     |
| A   | volný los         | Ahmed Awad           | Ahmed Awad           | Tərlan Kərimov     | Sugoi Uriarte      | Miklós Ungvári     |
| A   | volný los         | Ahmed Awad           | Ahmed Awad           | Tərlan Kərimov     | Sugoi Uriarte      | Miklós Ungvári     |
| A   | volný los         | Humaid Alderei       | Ahmed Awad           | Tərlan Kərimov     | Sugoi Uriarte      | Miklós Ungvári     |
| A   | volný los         | Humaid Alderei       | Ahmed Awad           | Tərlan Kərimov     | Sugoi Uriarte      | Miklós Ungvári     |
| A   | Sugoi Uriarte     | Sugoi Uriarte        | Sugoi Uriarte        | Sugoi Uriarte      | Sugoi Uriarte      | Miklós Ungvári     |
| A   | Francesco Faraldo | Sugoi Uriarte        | Sugoi Uriarte        | Sugoi Uriarte      | Sugoi Uriarte      | Miklós Ungvári     |
| A   | volný los         | Jayme Lee Mata       | Sugoi Uriarte        | Sugoi Uriarte      | Sugoi Uriarte      | Miklós Ungvári     |
| A   | volný los         | Jayme Lee Mata       | Sugoi Uriarte        | Sugoi Uriarte      | Sugoi Uriarte      | Miklós Ungvári     |
| A   | volný los         | Daniel García        | Daniel García        | Sugoi Uriarte      | Sugoi Uriarte      | Miklós Ungvári     |
| A   | volný los         | Daniel García        | Daniel García        | Sugoi Uriarte      | Sugoi Uriarte      | Miklós Ungvári     |
| A   | volný los         | Abraham Acevedo      | Daniel García        | Sugoi Uriarte      | Sugoi Uriarte      | Miklós Ungvári     |
| A   | volný los         | Abraham Acevedo      | Daniel García        | Sugoi Uriarte      | Sugoi Uriarte      | Miklós Ungvári     |
| B   | volný los         | Leandro Cunha        | Paweł Zagrodnik      | Paweł Zagrodnik    | Miklós Ungvári     | Miklós Ungvári     |
| B   | volný los         | Leandro Cunha        | Paweł Zagrodnik      | Paweł Zagrodnik    | Miklós Ungvári     | Miklós Ungvári     |
| B   | volný los         | Paweł Zagrodnik      | Paweł Zagrodnik      | Paweł Zagrodnik    | Miklós Ungvári     | Miklós Ungvári     |
| B   | volný los         | Paweł Zagrodnik      | Paweł Zagrodnik      | Paweł Zagrodnik    | Miklós Ungvári     | Miklós Ungvári     |
| B   | volný los         | Raymond Ovinou       | Armen Nazarjan       | Paweł Zagrodnik    | Miklós Ungvári     | Miklós Ungvári     |
| B   | volný los         | Raymond Ovinou       | Armen Nazarjan       | Paweł Zagrodnik    | Miklós Ungvári     | Miklós Ungvári     |
| B   | volný los         | Armen Nazaryan       | Armen Nazarjan       | Paweł Zagrodnik    | Miklós Ungvári     | Miklós Ungvári     |
| B   | volný los         | Armen Nazaryan       | Armen Nazarjan       | Paweł Zagrodnik    | Miklós Ungvári     | Miklós Ungvári     |
| B   | volný los         | Rok Drakšič          | Rok Drakšič          | Miklós Ungvári     | Miklós Ungvári     | Miklós Ungvári     |
| B   | volný los         | Rok Drakšič          | Rok Drakšič          | Miklós Ungvári     | Miklós Ungvári     | Miklós Ungvári     |
| B   | volný los         | Ricardo Valderrama   | Rok Drakšič          | Miklós Ungvári     | Miklós Ungvári     | Miklós Ungvári     |
| B   | volný los         | Ricardo Valderrama   | Rok Drakšič          | Miklós Ungvári     | Miklós Ungvári     | Miklós Ungvári     |
| B   | volný los         | Eddermys Sanchez     | Miklós Ungvári       | Miklós Ungvári     | Miklós Ungvári     | Miklós Ungvári     |
| B   | volný los         | Eddermys Sanchez     | Miklós Ungvári       | Miklós Ungvári     | Miklós Ungvári     | Miklós Ungvári     |
| B   | Adžmal Faizzadeh  | Miklós Ungvári       | Miklós Ungvári       | Miklós Ungvári     | Miklós Ungvári     | Miklós Ungvári     |
| B   | Miklós Ungvári    | Miklós Ungvári       | Miklós Ungvári       | Miklós Ungvári     | Miklós Ungvári     | Miklós Ungvári     |
| C   | volný los         | Cagánbátar Chašbátar | Cagánbátar Chašbátar | Colin Oates        | Laša Šavdatuašvili | Laša Šavdatuašvili |
| C   | volný los         | Cagánbátar Chašbátar | Cagánbátar Chašbátar | Colin Oates        | Laša Šavdatuašvili | Laša Šavdatuašvili |
| C   | volný los         | Tu Kai-wen           | Cagánbátar Chašbátar | Colin Oates        | Laša Šavdatuašvili | Laša Šavdatuašvili |
| C   | volný los         | Tu Kai-wen           | Cagánbátar Chašbátar | Colin Oates        | Laša Šavdatuašvili | Laša Šavdatuašvili |
| C   | volný los         | Ivo Dos Santos       | Colin Oates          | Colin Oates        | Laša Šavdatuašvili | Laša Šavdatuašvili |
| C   | volný los         | Ivo Dos Santos       | Colin Oates          | Colin Oates        | Laša Šavdatuašvili | Laša Šavdatuašvili |
| C   | volný los         | Colin Oates          | Colin Oates          | Colin Oates        | Laša Šavdatuašvili | Laša Šavdatuašvili |
| C   | volný los         | Colin Oates          | Colin Oates          | Colin Oates        | Laša Šavdatuašvili | Laša Šavdatuašvili |
| C   | David Larose      | David Larose         | David Larose         | Laša Šavdatuašvili | Laša Šavdatuašvili | Laša Šavdatuašvili |
| C   | Golan Pollack     | David Larose         | David Larose         | Laša Šavdatuašvili | Laša Šavdatuašvili | Laša Šavdatuašvili |
| C   | volný los         | Dan Fâşie            | David Larose         | Laša Šavdatuašvili | Laša Šavdatuašvili | Laša Šavdatuašvili |
| C   | volný los         | Dan Fâşie            | David Larose         | Laša Šavdatuašvili | Laša Šavdatuašvili | Laša Šavdatuašvili |
| C   | volný los         | Laša Šavdatuašvili   | Laša Šavdatuašvili   | Laša Šavdatuašvili | Laša Šavdatuašvili | Laša Šavdatuašvili |
| C   | volný los         | Laša Šavdatuašvili   | Laša Šavdatuašvili   | Laša Šavdatuašvili | Laša Šavdatuašvili | Laša Šavdatuašvili |
| C   | volný los         | Alejandro Zúñiga     | Laša Šavdatuašvili   | Laša Šavdatuašvili | Laša Šavdatuašvili | Laša Šavdatuašvili |
| C   | volný los         | Alejandro Zúñiga     | Laša Šavdatuašvili   | Laša Šavdatuašvili | Laša Šavdatuašvili | Laša Šavdatuašvili |
| D   | volný los         | Masaši Ebinuma       | Masaši Ebinuma       | Masaši Ebinuma     | Masaši Ebinuma     | Laša Šavdatuašvili |
| D   | volný los         | Masaši Ebinuma       | Masaši Ebinuma       | Masaši Ebinuma     | Masaši Ebinuma     | Laša Šavdatuašvili |
| D   | Carlos Figueroa   | Sasha Mehmedovic     | Masaši Ebinuma       | Masaši Ebinuma     | Masaši Ebinuma     | Laša Šavdatuašvili |
| D   | Sasha Mehmedovic  | Sasha Mehmedovic     | Masaši Ebinuma       | Masaši Ebinuma     | Masaši Ebinuma     | Laša Šavdatuašvili |
| D   | volný los         | Sergej Lim           | Sergej Lim           | Masaši Ebinuma     | Masaši Ebinuma     | Laša Šavdatuašvili |
| D   | volný los         | Sergej Lim           | Sergej Lim           | Masaši Ebinuma     | Masaši Ebinuma     | Laša Šavdatuašvili |
| D   | volný los         | Martin Ivanov        | Sergej Lim           | Masaši Ebinuma     | Masaši Ebinuma     | Laša Šavdatuašvili |
| D   | volný los         | Martin Ivanov        | Sergej Lim           | Masaši Ebinuma     | Masaši Ebinuma     | Laša Šavdatuašvili |
| D   | volný los         | Čo Čun-ho            | Čo Čun-ho            | Čo Čun-ho          | Masaši Ebinuma     | Laša Šavdatuašvili |
| D   | volný los         | Čo Čun-ho            | Čo Čun-ho            | Čo Čun-ho          | Masaši Ebinuma     | Laša Šavdatuašvili |
| D   | volný los         | Serhey Drebot        | Čo Čun-ho            | Čo Čun-ho          | Masaši Ebinuma     | Laša Šavdatuašvili |
| D   | volný los         | Serhey Drebot        | Čo Čun-ho            | Čo Čun-ho          | Masaši Ebinuma     | Laša Šavdatuašvili |
| D   | volný los         | Mirzahid Farmonov    | Mirzahid Farmonov    | Čo Čun-ho          | Masaši Ebinuma     | Laša Šavdatuašvili |
| D   | volný los         | Mirzahid Farmonov    | Mirzahid Farmonov    | Čo Čun-ho          | Masaši Ebinuma     | Laša Šavdatuašvili |
| D   | volný los         | Ahmed El-Kawisah     | Mirzahid Farmonov    | Čo Čun-ho          | Masaši Ebinuma     | Laša Šavdatuašvili |
| D   | volný los         | Ahmed El-Kawisah     | Mirzahid Farmonov    | Čo Čun-ho          | Masaši Ebinuma     | Laša Šavdatuašvili |